# Arnad
Arnad (pron. fr. AFI: [aʁna] ; fino al 1976 Arnaz (omofono), Arnà in patois valdostano, Arnoal nella variante walser Töitschu) è un comune italiano di 1 221 abitanti della bassa Valle d'Aosta.

## Geografia fisica

### Territorio
È un comune che comprende zone pianeggianti, zone di collina, dove si trovano i vigneti, e zone di montagna, come il col de La Cou.
- Classificazione sismica: zona 4 (sismicità molto bassa)[8].

## Storia
Da Arnad, in epoca romana, passava la via delle Gallie, strada romana consolare fatta costruire da Augusto per collegare la Pianura Padana con la Gallia.
Durante l'epoca fascista, il comune fu accorpato a quello di Castel Verres.

### Simboli
Lo stemma e il gonfalone sono stati concessi con decreto del presidente della Repubblica del 9 maggio 1997.
La parte sinistra dello scudo riprende il blasone di Vallaise, che è fasciato di rosso e d’argento, la fascia d'argento in capo caricata di una crocetta patente di rosso, accostata da due stelle dello stesso; seguono i simboli del Ducato di Aosta (di nero, al leone d'argento, armato e linguato di rosso) e di Savoia (di rosso, alla croce d'argento).
Il gonfalone è un drappo di bianco.

## Monumenti e luoghi d'interesse

### Architetture religiose
- La chiesa parrocchiale dedicata a San Martino di Tours, in località Arnad-le-Vieux;
- In località Machaby, il Santuario di Notre-Dame-des-Neiges, dove il 5 agosto si celebra la festa della Madonna delle Nevi.

### Architetture militari
- Il Castello superiore di Arnad;
- Il Castello inferiore di Arnad o Castello Vallaise;
- la Casaforte della Costa[10]
- la Casaforte e la torre di Ville, dette anche complesso monumentale di Osta[10]
- Il complesso della Caserma difensiva Tenente Lucini e delle Batterie di Machaby e del Colle La Cou (oggi distrutta) rappresentavano una fortificazione del XVII-XVIII secolo, ancillare al Forte di Bard : oggi il cosiddetto Forte di Machaby è stato trasformato in ostello e ritrovo del Centro di Formazione Alpinistica[11][12].

### Architetture civili

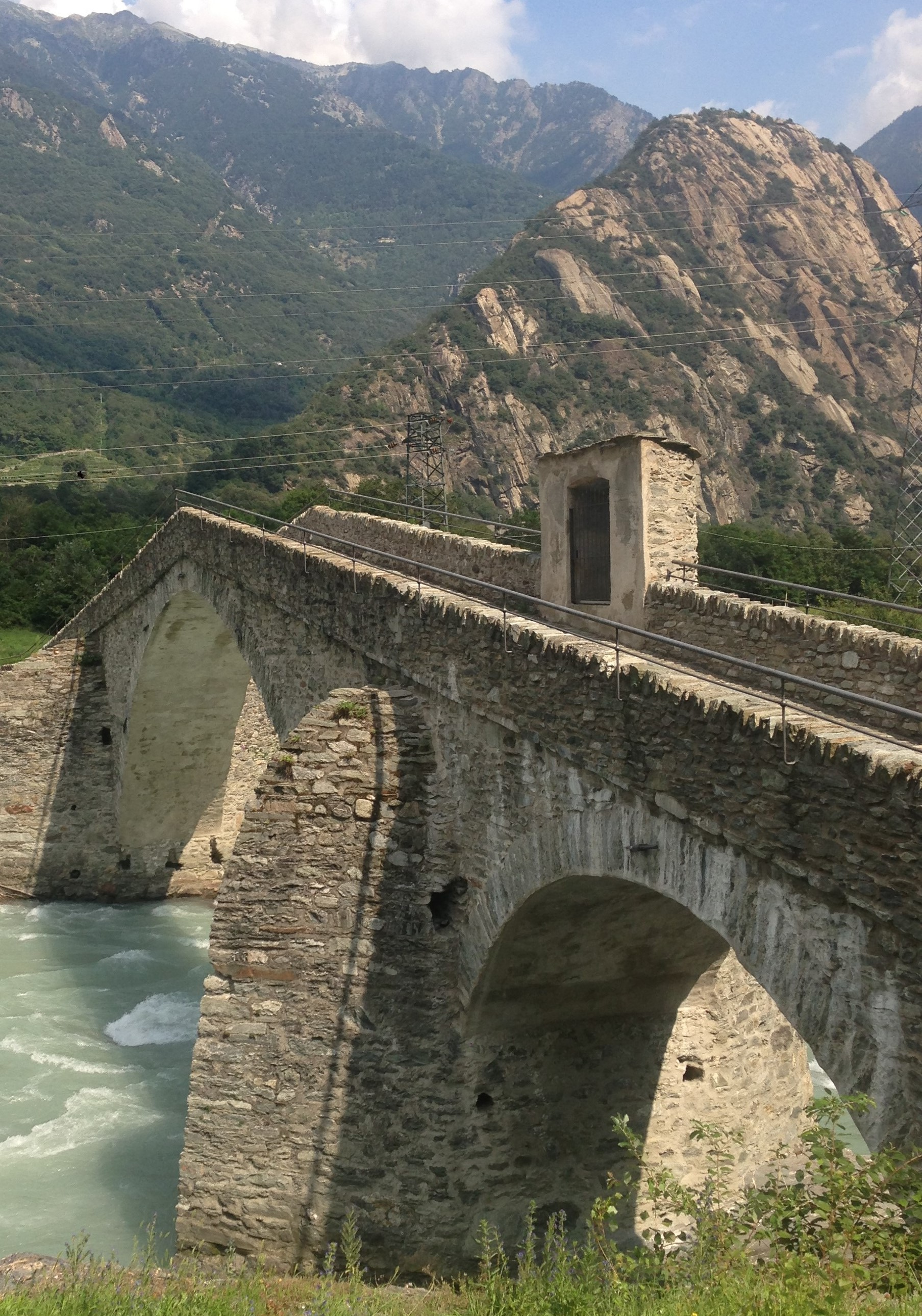
Il ponte di Echallod, lungo la via Francigena.

- Il ponte di Echallod, ristrutturato dopo l'alluvione del 2000, è percorribile solo a piedi da allora.[13]

### Aree naturali
- Nel territorio comunale, al confine con Perloz, si trova il sito di interesse comunitario del Col de Fenêtre (codice SIC: IT1205110) a tutela della stazione di Paeonia officinalis subsp. officinalis, specie rara in Valle d'Aosta. Per visitare il sito si percorrono i sentieri delle peonie tra Perloz e Arnad.[14]

### Siti archeologici
In località Machaby, all'inizio del villaggio, si trova la pietra della fertilità, detta anche scivolo delle donne o guiata, pietra legata a rituali magici celtici. Presenti anche alcune iscrizioni rupestri.

## Via Francigena
Nel territorio del comune e sul ponte di Echallod passa il percorso storico della Via Francigena proveniente da Verrès e diretto successivamente verso Bard e Donnas.

## Società

### Evoluzione demografica
Abitanti censiti

### Istituzioni, enti e associazioni
Ad Arnad si trova la sede della Compagnie des guides d'Arnad, società di guide alpine per la bassa valle centrale e la valle di Champorcher.

### Lingue e dialetti
Come nel resto della regione, anche in questo comune è diffuso il patois valdostano.
In virtù della vicinanza geografica e dei rapporti storici con il Canavese, la popolazione locale parla anche il piemontese.

## Cultura

### Musei
- Museo parrocchiale di Arnad

### Cucina
Arnad è celebre per la produzione del Lard d'Arnad DOP.

### Eventi
- La Féhta dou lar, la sagra del Lard d'Arnad, l'ultimo fine settimana di agosto[18].

## Economia
Arnad ha un'importante tradizione d'impresa. Il Lard d'Arnad è un DOP locale, importante realtà economica del comune.
Ad Arnad ha sede anche il centro di ricerche MEMS del Gruppo Olivetti Tecnost, uno dei più avanzati al mondo nel campo nanotecnologico.

## Amministrazione

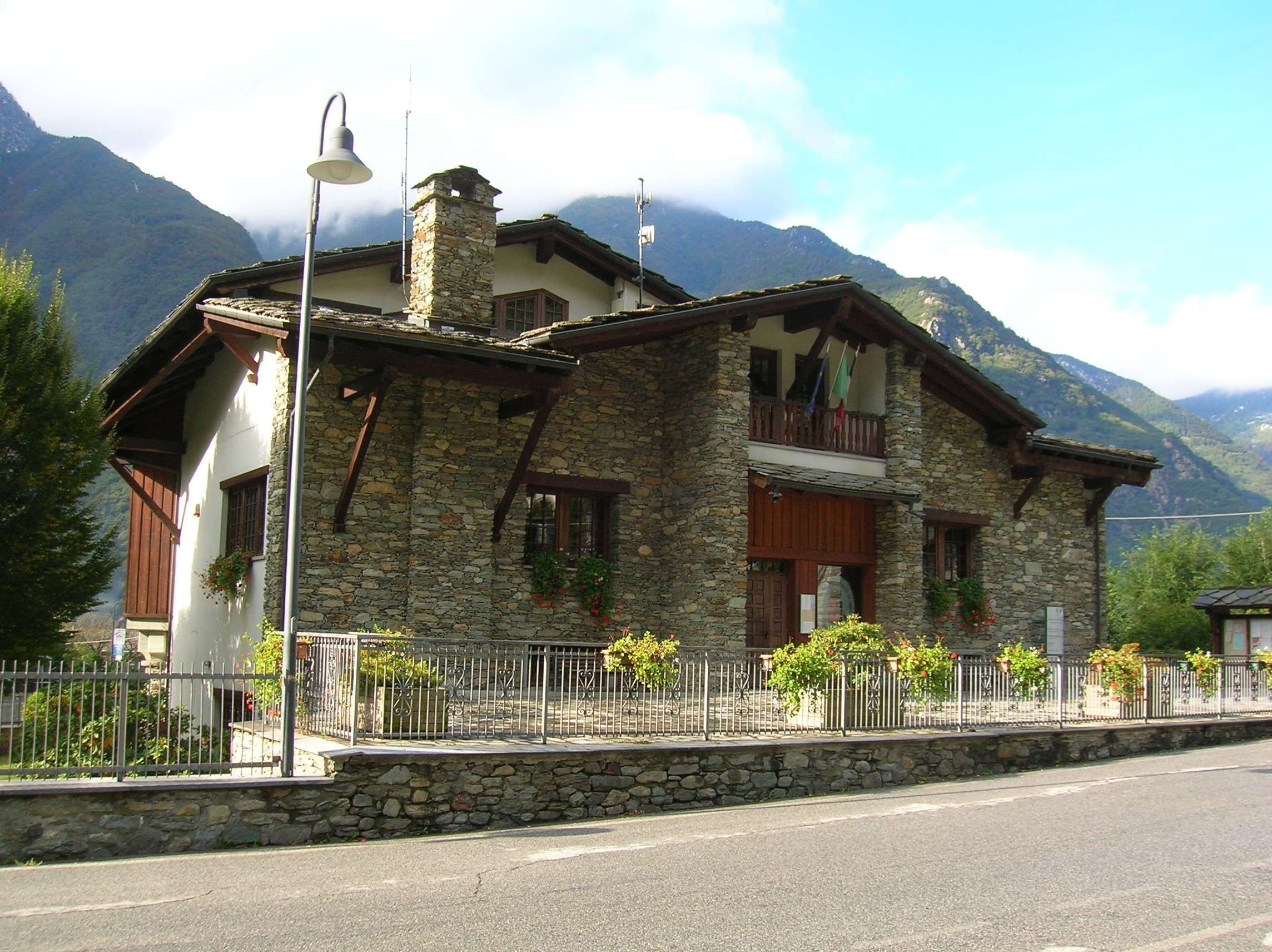
Il municipio di Arnad

Fa parte dell'Unité des Communes valdôtaines Évançon.
Di seguito è presentata una tabella relativa alle amministrazioni che si sono succedute in questo comune.
| Periodo        | Periodo        | Primo cittadino    | Partito          | Carica  | Note   |
| -------------- | -------------- | ------------------ | ---------------- | ------- | ------ |
| 18 luglio 1988 | 5 giugno 1993  | Renzo Rolland      | Union Valdôtaine | Sindaco | [ 19 ] |
| 7 giugno 1993  | 26 maggio 1997 | Filippo Deval      | Union Valdôtaine | Sindaco | [ 19 ] |
| 26 maggio 1997 | 20 maggio 2002 | Filippo Deval      | Union Valdôtaine | Sindaco | [ 19 ] |
| 20 maggio 2002 | 21 maggio 2007 | Filippo Deval      | Union Valdôtaine | Sindaco | [ 19 ] |
| 21 maggio 2007 | 28 maggio 2012 | Pierre Bonel       | Union Valdôtaine | Sindaco | [ 19 ] |
| 28 maggio 2012 | 30 maggio 2022 | Pierre Bonel       | Lista civica     | Sindaco | [ 19 ] |
| 31 maggio 2022 | in carica      | Alexandre Bertolin | Lista civica     | Sindaco | [ 19 ] |

## Sport
In questo comune si gioca a palet, caratteristico sport tradizionale valdostano.
Le pareti di gneiss del gran Pilastro di Machaby, il caratteristico sperone roccioso montonato che sovrasta il villaggio Champagnolaz, offrono varie vie d'arrampicata. A Machaby si trova inoltre il Pilastro Lomasti, dal nome di uno scalatore precipitato da questa parete di roccia.
Dal 2013 Arnad è rappresentata calcisticamente dalla società sovracomunale Pont Donnaz Hône Arnad Évançon (siglato PDHAE), che ha rilevato l'eredità della precedente U.S.D. Hône-Arnad 2008, mai spintasi oltre le divisioni regionali. Scaturito dalla progressiva fusione di tre club, negli anni 2010-2020 il P.D.H.A.E. si è imposto ai vertici del calcio valdostano, conquistando quale maggior successo la partecipazione alla Serie D. Suo campo casalingo è lo stadio comunale di Montjovet; la società usufruisce anche dello stadio comunale La Kiuva di Arnad.

## Arnad nel cinema
Al castello superiore di Arnad sono state girate le scene "Al museo" del film Le crime est notre affaire (2008), del regista francese Pascal Thomas.

## Galleria d'immagini

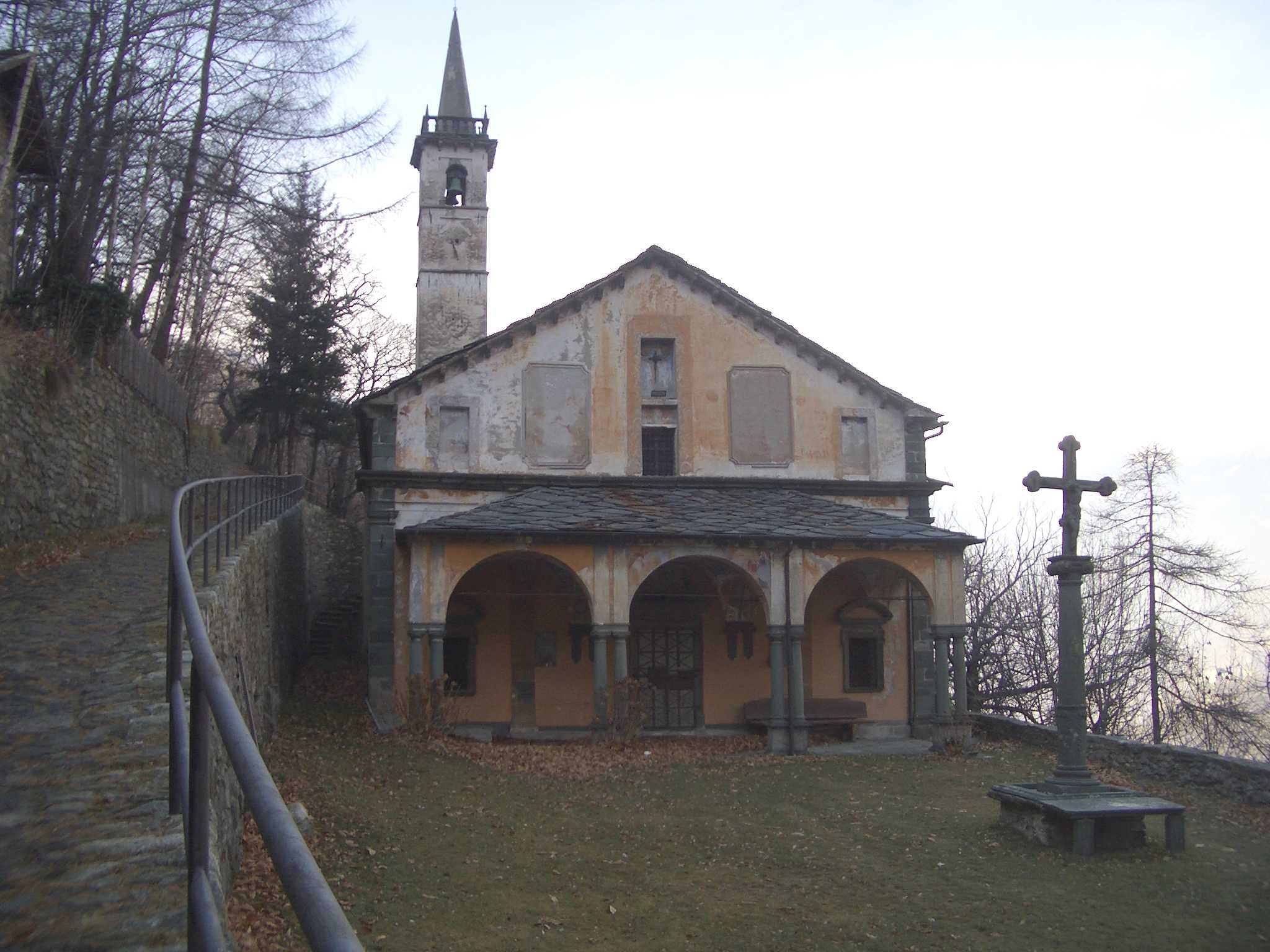
Il santuario di Notre-Dame-des-Neiges a Machaby
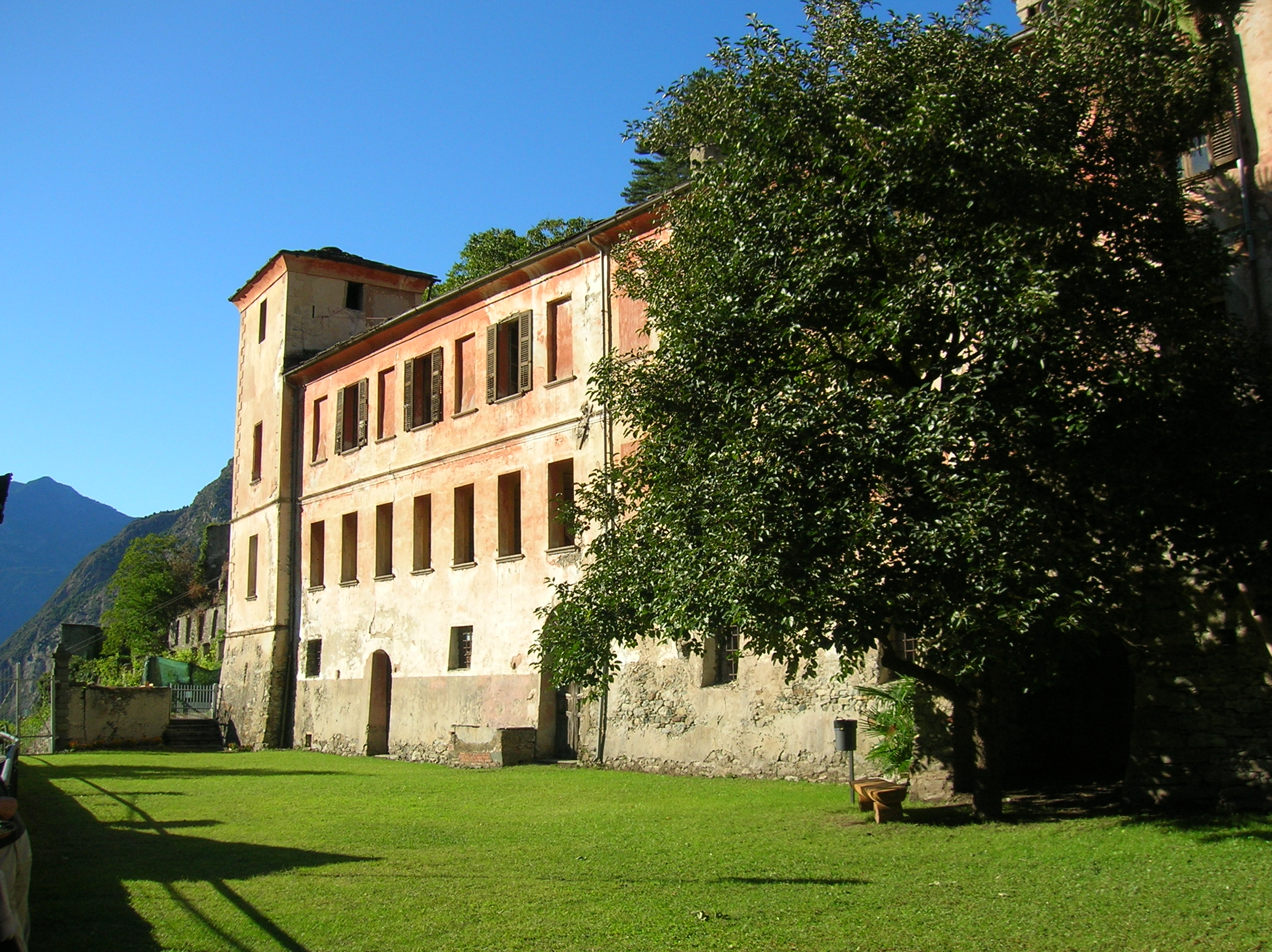
Il Castello Vallaise
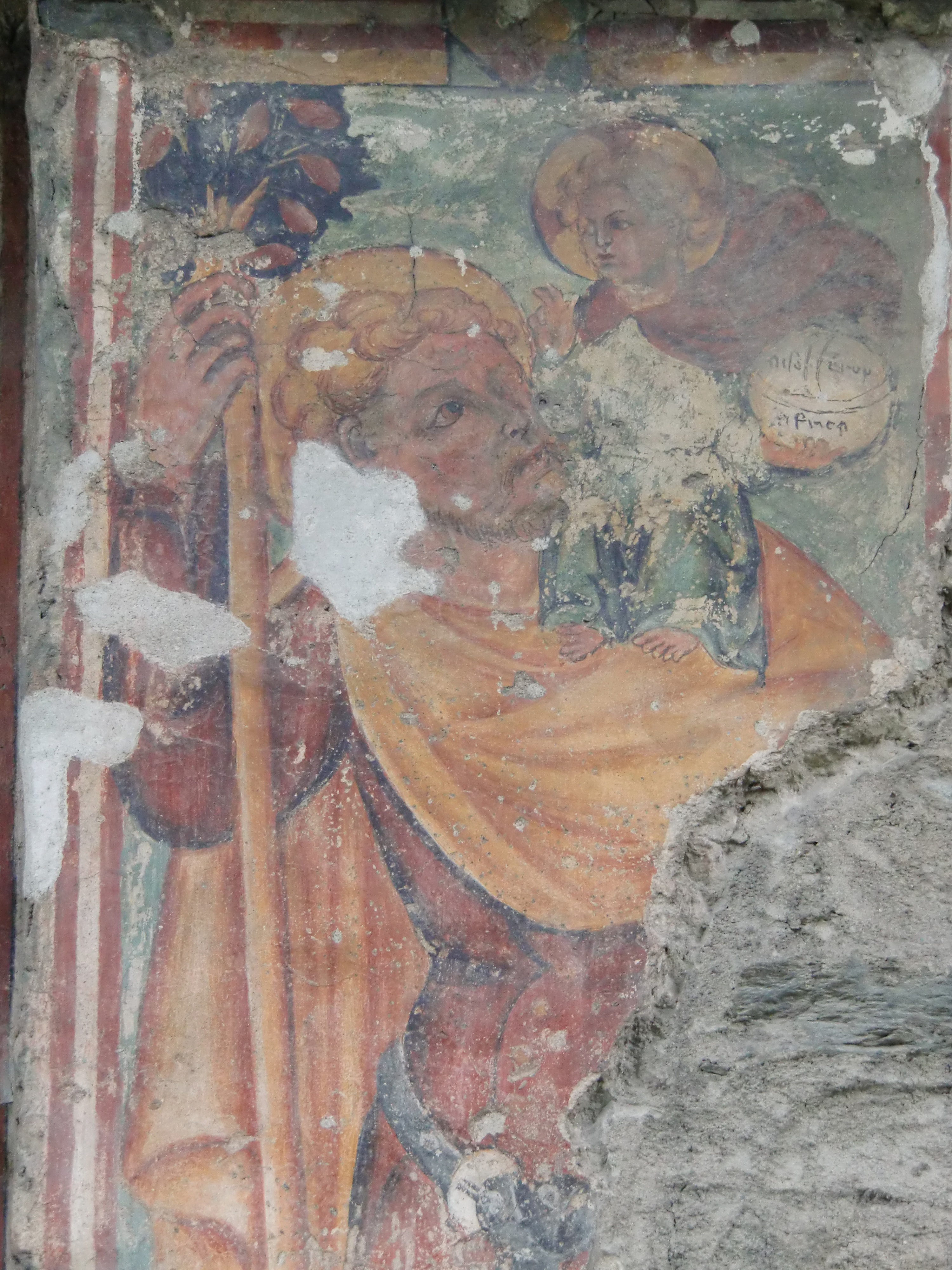
Affresco nella chiesa di San Martino
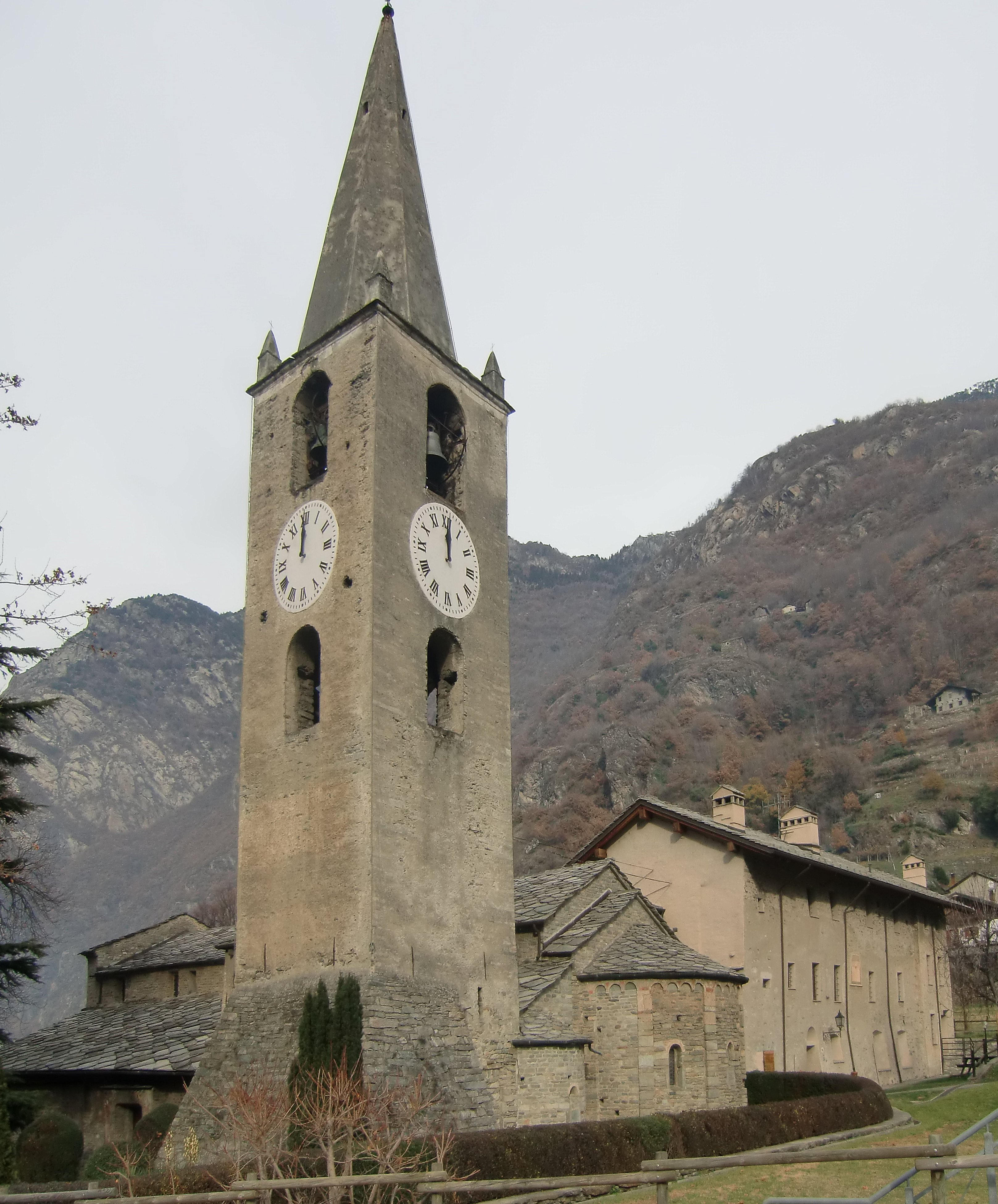
La chiesa parrocchiale di San Martino
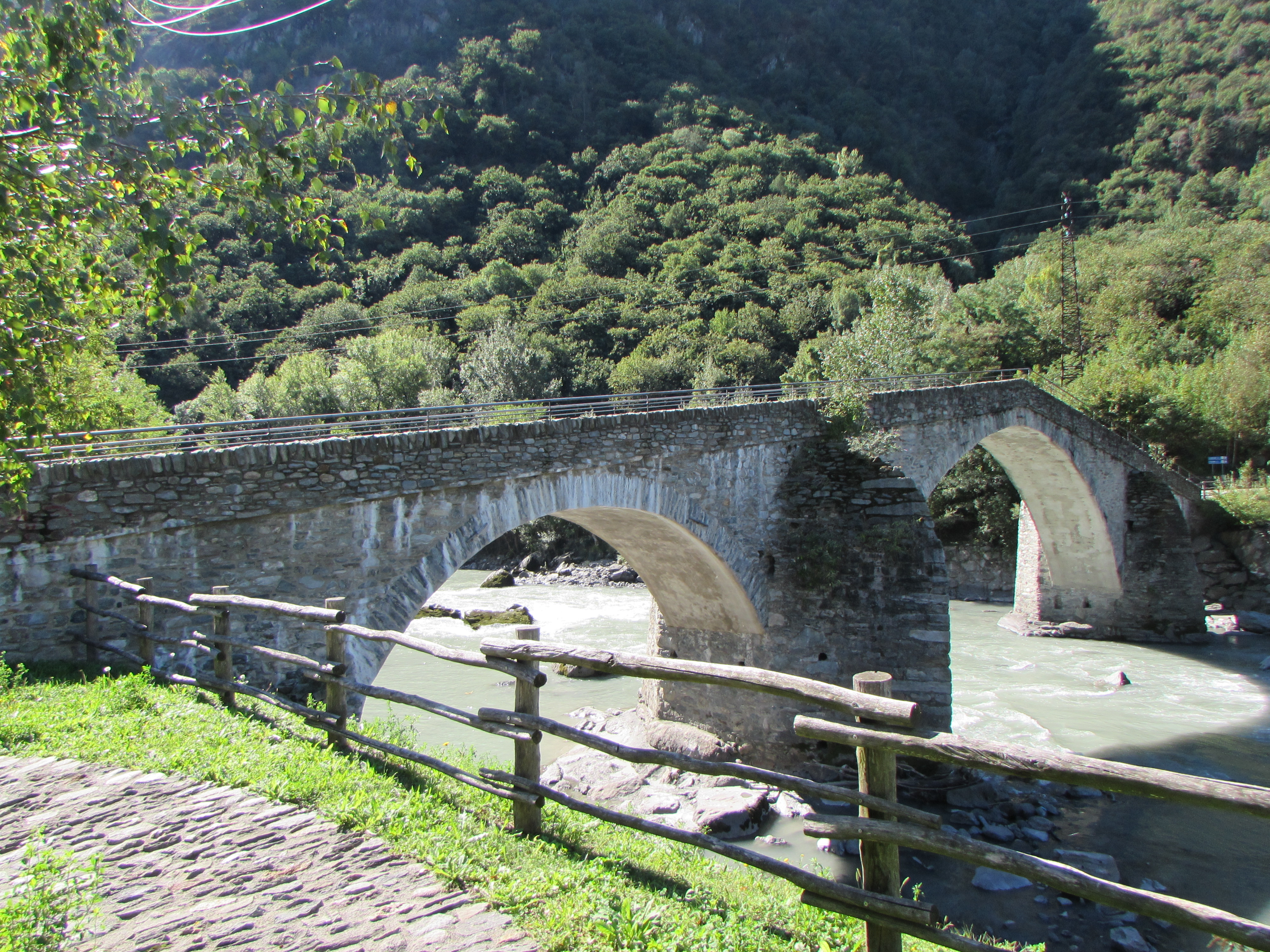
Ponte di Echallod